# Ctenacanthiformes
Gli ctenacantiformi (Ctenacanthiformes) sono un ordine di squali estinti, vissuti tra il Devoniano superiore e il Triassico (360 – 220 milioni di anni fa). Da molti studiosi sono considerati i potenziali antenati degli squali odierni, e i loro fossili si rinvengono in molti luoghi del pianeta, in particolare in Europa e in Nordamerica, ma anche in Australia e in Asia.

## Descrizione
L'aspetto di questi animali, generalmente, non doveva essere molto dissimile da quello degli squali attuali: il corpo era lungo e idrodinamico, e la lunghezza variava da poche decine di centimetri a svariati metri di lunghezza (Maisey et al., 2017). La morfologia era quella di un tipico squalo: di solito gli ctenacanti possedevano due pinne dorsali, la prima posizionata al di sopra delle pinne pettorali e la seconda in posizione arretrata rispetto alle pinne pelviche. Ciascuna pinna dorsale era preceduta da una spina, in alcuni casi finemente ornata da striature longitudinali crenulate o da tubercoli. Queste spine del dorso erano profondamente inserite nella massa muscolare dell'animale, ed erano riposte contro una cartilagine di forma triangolare che sosteneva la pinna dorsale. Questa cartilagine è una caratteristica che si ritrova negli squali odierni. Il cranio è poco conosciuto. I denti, generalmente, erano molto simili a quelli del genere Cladoselache, ma alcune forme solitamente ascritte agli ctenacanti (Phoebodus, Thrinacoselache, Wodnika, Sphenacanthus) possedevano dentature del tutto diverse. Alcuni ctenacanti si discostavano dal solito piano corporeo: è il caso di Bandringa, munito di un rostro anteriore lungo quanto il corpo, o di Thrinacoselache, dal corpo eccezionalmente allungato.

### Caratteristiche
Le caratteristiche di questo gruppo sono, come già detto, le robuste spine cartilaginee che sostengono i raggi delle pinne, ben inserite all'interno della muscolatura e che permettono all'animale una maggiore libertà di movimento delle stesse.
Le spine delle pinne dorsali esternamente sono separate dal resto della membrana (a differenza di quasi tutti gli euselaci). Altre caratteristiche evolutivamente importanti sono una bocca in posizione subventrale, la presenza di una pinna anale, una pinna caudale eterocerca (a differenza degli Xenacanthidae) che presenta un lobo inferiore ben sviluppato e sostenuto da elementi scheletrici della coda (per un nuoto veloce a scatti).

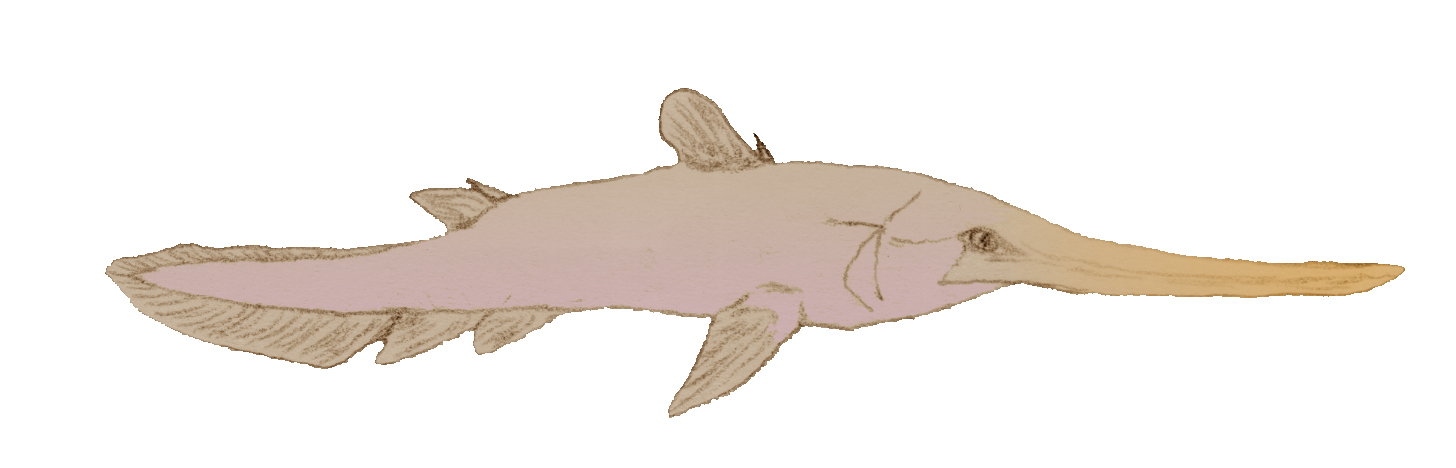
Ricostruzione di Bandringa rayi, forse appartenente a un altro gruppo di condritti

## Classificazione
L'ordine degli ctenacanti ha una classificazione molto incerta, a causa della moltitudine di generi ascritti; in particolare, alcune forme come Sphenacanthus, Thrinacoselache e Bandringa non sembrano appartenere agli ctenacanti in senso stretto. In ogni caso, gli ctenacanti sono ritenuti tra i probabili antenati dei veri squali che apparvero nel corso del Mesozoico, a causa di alcune caratteristiche delle pinne.

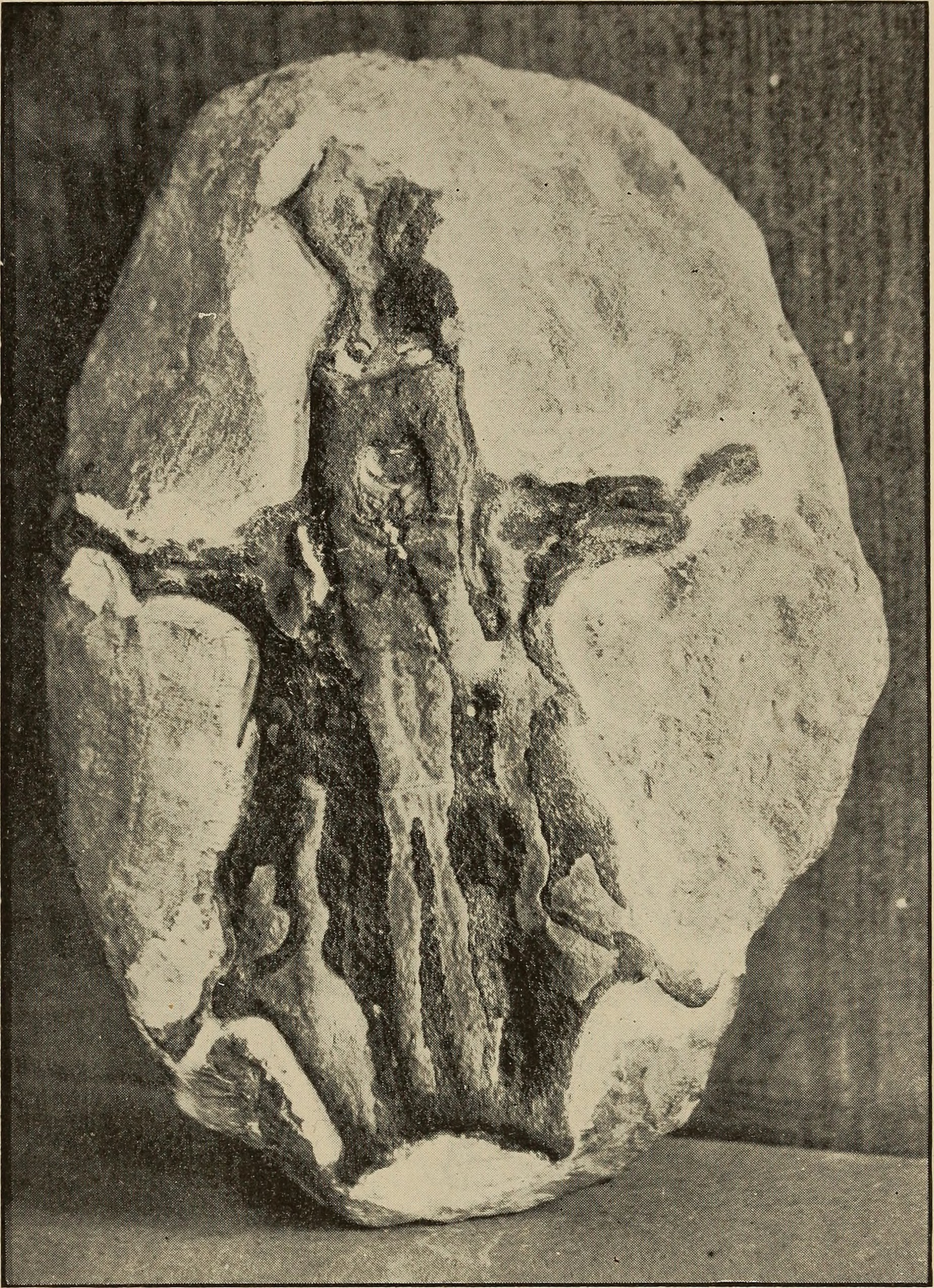
Fossile di Tamiobatis vetustus

Tra le forme più note ricordiamo i tipici ctenacanti Ctenacanthus, Cratoselache, Tamiobatis e Goodrichthys, Phoebodus dai grandi occhi, Thrinacoselache dal corpo allungato, Sphenacanthus e Wodnika dalla dentatura aberrante e Acronemus del Triassico medio, forse una forma di transizione verso squali più evoluti.

## Fossili

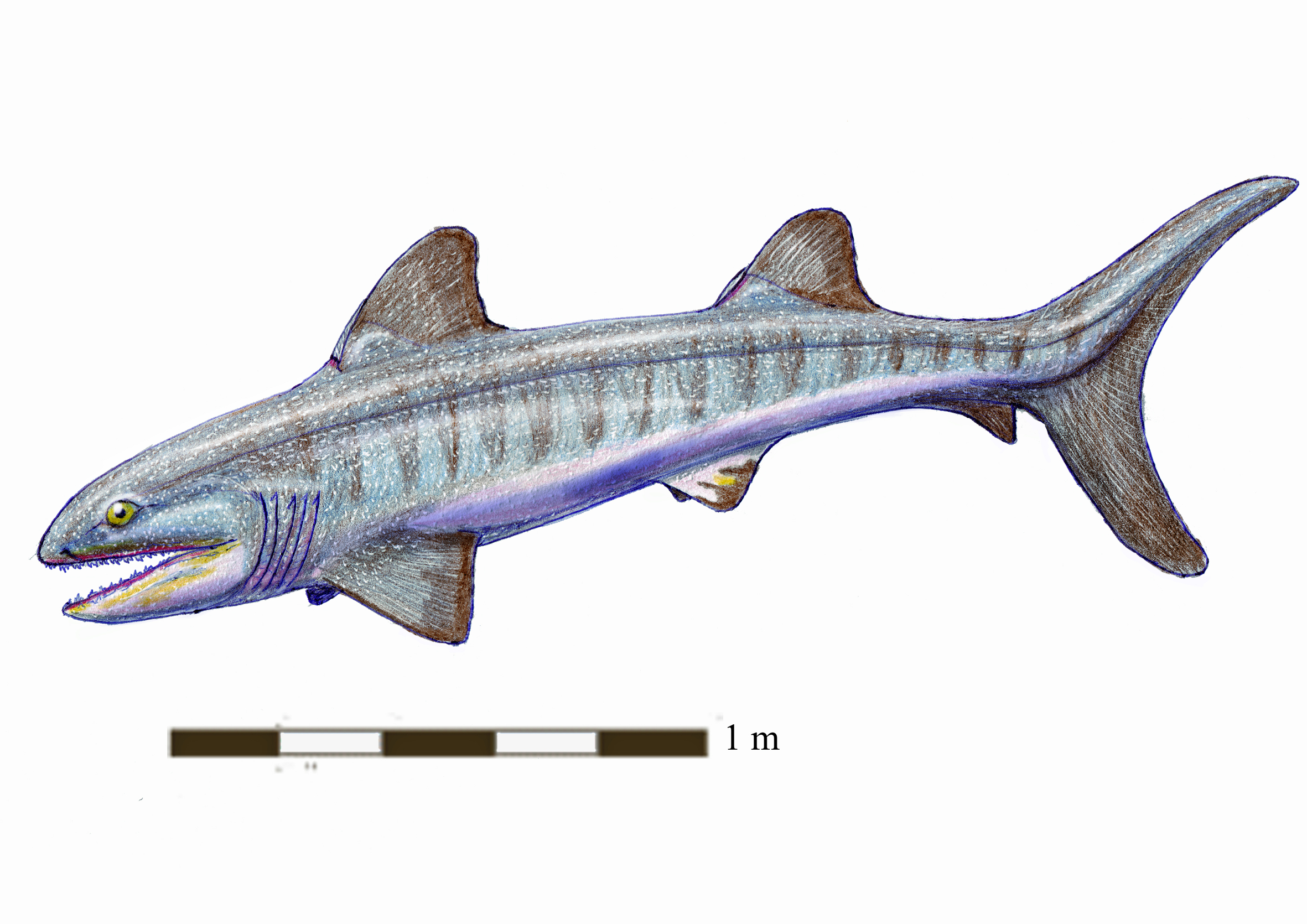
Ricostruzione di Goodrichthys eskdalensis

I primi fossili di ctenacanti furono descritti nel 1837 dal grande paleontologo svizzero Louis Agassiz, e consistevano in una singola spina isolata rinvenuta in strati del Carbonifero inferiore dell'Inghilterra e classificata come Ctenacanthus major. La maggior parte dei resti fossili di questi animali, in effetti, sono costituiti dalle robuste spine del dorso e da denti isolati. Solo in rarissimi casi sono stati ritrovati esemplari più completi, e spesso la forma corporea di questi animali è risultata decisamente diversa da quella dei tipici squali.

## Stile di vita
Senza dubbio gli ctenacanti erano predatori efficaci, e in alcuni casi erano i superpredatori del loro ambiente. Alcune forme vissero in mare aperto, altre probabilmente vissero in ambienti costieri o di acqua dolce. Le robuste spine poste sul dorso dovevano avere una funzione difensiva: una di queste strutture, infatti, è stata rinvenuta conficcata nel palato del grande pesce placoderma predatore Holdenius. Evidentemente il predone aveva tentato di ingoiare un esemplare di Ctenacanthus, senza però riuscirvi. Un'altra funzione di queste spine può essere stata quella di sostenere con efficacia le pinne dorsali, migliorando sensibilmente l'idrodinamicità dell'animale.